# Lissabons flygplats
Lissabon – Humberto Delgado internationella flygplats (portugisiska Aeroporto de Lisboa, officiellt Aeroporto Humberto Delgado, tidigare Aeroporto da Portela, IATA: LIS, ICAO: LPPT) är Portugals största flygplats och Lissabons huvudflygplats. Den ligger i huvudsakligen i stadsdelen Olivais inom staden Lissabon, helt omgiven av bebyggelse, mindre än 10 km från centrum.
Då trafikflyget tog fart under 1940-talet ville Portugal göra Lissabon till ett nav för den transatlantiska trafiken. Flygplatsen öppnade 1942 under namnet Portelaflygplatsen (Aeroporto da Portela).
Flygplatsens officiella namn ändrades 2016 till Humberto Delgado flygplats (Aeroporto Humberto Delgado) till minne av politikern Humberto Delgado.
Flygplatsen hade under 2010: 14 088 956 passagerare, 93 908 ton gods och 142 683 flygplansrörelser

## Framtid
På grund av sitt läge inom staden Lissabon finns inget utrymme för flygplatsen att expandera för att möta ökade kapacitetskrav. Ett alternativt läge för en ny flygplats har diskuterats sedan början av 2000-talet. Efter att ett första förslag om nytt flygplatsläge vid Ota, 50 km norr om Lissabon, förkastats, planerades en ny flygplats i Alcochete på södra sidan om floden Tajo, 40 km från Lissabons centrum. Även dessa planer sköts på framtiden 2008 av ekonomiska orsaker.
Regeringen har 2022 lyft flygplatsfrågan på nytt. I förslaget skulle en ny flygplats vid den nuvarande flygbasen i Montijo, nära Vasco da Gama-bron på södra sidan om Tajo ta över delar av trafiken i väntan på att Alcocheteflygplatsen ska färdigställas till efter 2035.

## Trafikerande flygbolag
Flygplatsen trafikeras reguljärt av 32 bolag till 95 destinationer i olika länder.

### Reguljärt
| - Aer Lingus - Aero Vip - Aigle Azur - Air Europa - Air France - Air Moldova - Air Transat - Blue Air - Bmibaby - British Airways - Brussels Airlines | - Easyjet Airlines - Easyjet Airlines - Egyptair - El Al - Finnair - Germanwings - Iberia - KLM - Lufthansa - Royal Air Maroc - SATA Internacional | - Swiss International Airlines - TAAG - TACV - TAP Air Portugal - Transavia - Tunisair - Turkish Airlines - Ukraine International - Vueling |

### Charter
- Luzair
- Orbest
- White
- Euroatlantic